# Gołdap
Gołdap (în germană Goldap/Goldapp, în lituaniană Gėlupė/Geldapė) este un oraș în Polonia.